# Antoine Lautour-Duchatel
Antoine Jean-François Lautour-Duchatel est un homme politique français né le 3 juin 1750 à Argentan (Orne) et décédé le 20 septembre 1840 au même lieu.
Juge suppléant au tribunal de district d'Argentan, il est député de l'Orne de 1791 à 1792, participant activement aux travaux du comité féodal. Il est ensuite commissaire près le tribunal civil d'Argentan puis au tribunal départemental. Il est juge d'appel à Caen en 180à. Il termine sa carrière comme procureur impérial à Caen.

## Sources
- « Antoine Lautour-Duchatel », dans Adolphe Robert et Gaston Cougny, Dictionnaire des parlementaires français, Edgar Bourloton, 1889-1891 [détail de l’édition]